# You Right
"You Right" é uma canção da rapper e cantora estadunidense Doja Cat e do cantor canadense The Weeknd, gravada para o terceiro álbum de estúdio de Doja Cat, Planet Her (2021). A canção foi composta pelos dois intérpretes com seu produtor Dr. Luke. Foi lançada através da Kemosabe e RCA Records em 25 de junho de 2021, servindo como o segundo single do álbum.

## Antecedentes e gravação
Doja Cat havia expressado seu desejo de que the Weeknd aparecesse em seu terceiro álbum de estúdio, Planet Her, durante o processo de gravação, inicialmente tendo mostrado a ele uma canção que ela mesma achava ser "a música perfeita". Segundo Doja Cat, essa canção "acabou não dando certo", porém depois de tocar a versão solo original de "You Right", que já estava completa com dois versos, ele ficou "obcecado" com ela e eles substituíram um desses versos solo pelo seu próprio. Uma versão estendida da canção com o segundo verso original de Doja Cat apareceu como a décima quinta faixa da edição deluxe de Planet Her, que foi lançada em 26 de junho.
"...ele estava obcecado com isso e isso era meio que tudo que eu queria era uma reação muito boa [...] É uma música muito linda"— Doja Cat na gravação de "You Right" com the Weeknd.
A existência da canção e seu status como o "segundo single" foram anunciados em 22 de abril de 2021, em uma entrevista a Billboard com Doja Cat, na qual the Weeknd contribuiu com uma declaração: "Doja é uma estrela e criou um universo único no qual você só quer se perder. Ela tem tal ímpeto e vasta visão criativa que veremos seu impacto por muito tempo". Durante uma entrevista no tapete vermelho do Billboard Music Awards de 2021 no final maio, Doja Cat mais uma vez confirmou que "You Right" seria o segundo single do Planet Her após "Kiss Me More". A canção marca a segunda colaboração entre Doja Cat e the Weeknd, após o remix do single de the Weeknd "In Your Eyes" de 2020.

## Análise da crítica
Vulture, durante sua resenha de Planet Her, descreveu "You Right" como uma canção que serve para canalizar os sentimentos de autopiedade. Fred Thomas, do AllMusic, achou a canção "cósmica lisa". Escrevendo para a Entertainment Weekly, Leah Greenblatt chamou "You Right" de um "hino de infidelidade lento", apresentando a "energia das 3 da manhã do senhor das trevas" de The Weeknd. Em um artigo da NME, Nick Levine chamou a canção de "dueto sonhador" entre Doja Cat e The Weeknd, mas observou a presença de Dr. Luke como produtor, que "se tornou um pária da indústria da música em 2014 após ser acusado de abuso emocional e agressão sexual por Kesha". Safy-Hallan Farah, da Pitchfork, escreveu que o "desejo e anseio" do pré-refrão de Doja Cat "segue sem esforço em um gancho resignado".

## Prêmios e indicações
| Ano  | Cerimônia              | Categoria                | Resultado | Ref.   |
| ---- | ---------------------- | ------------------------ | --------- | ------ |
| 2021 | MTV Video Music Awards | Melhores Efeitos Visuais | Indicada  | [ 12 ] |

## Créditos
Créditos adaptados da plataforma Tidal.
- Doja Cat – composição, vocais
- The Weeknd – composição, vocais
- Dr. Luke – composição, produção
- John Hanes – engenharia
- Rian Lewis – engenharia
- Serban Ghenea – mixagem
- Mike Bozzi – masterização

## Desempenho comercial

### Tabelas semanais
| Tabela musical (2021)                        | Melhor posição |
| -------------------------------------------- | -------------- |
| Alemanha (Offizielle Deutsche Charts)        | 54             |
| Austrália (ARIA)                             | 11             |
| Estados Unidos (Billboard Mainstream Top 40) | 39             |
| Estados Unidos (Billboard Rhythmic)          | 40             |
| Irlanda (IRMA)                               | 11             |
| Lituânia (AGATA)                             | 16             |
| Noruega (VG-lista)                           | 30             |
| Nova Zelândia (Recorded Music NZ)            | 6              |
| Países Baixos (Single Top 100)               | 59             |
| Reino Unido (UK Singles Chart)               | 9              |
| Suécia (Sverigetopplistan)                   | 53             |

## Históricos de lançamentos
| Região         | Data                | Formato(s)                 | Gravadora    | Ref.          |
| -------------- | ------------------- | -------------------------- | ------------ | ------------- |
| Várias         | 25 de junho de 2021 | Download digital streaming | Kemosabe RCA | [ 25 ] [ 26 ] |
| Reino Unido    | 25 de junho de 2021 | Rádios mainstream          | Kemosabe RCA | [ 27 ]        |
| Estados Unidos | 29 de junho de 2021 | Rádios mainstream          | Kemosabe RCA | [ 28 ]        |
| Estados Unidos | 29 de junho de 2021 | Rádios rhythmic            | Kemosabe RCA | [ 29 ]        |
| Rússia         | 1 de julho de 2021  | Rádios mainstream          | Kemosabe RCA | [ 30 ]        |